# SNAP (спутниковый телескоп)
SNAP (англ. SuperNova Acceleration Probe) — проект по изучению тёмной энергии во Вселенной с помощью орбитального телескопа, в задачу которого будет входить поиск сверхновых звёзд.
С помощью проекта SNAP число наблюдаемых сверхновых должно увеличиваться на 2000 ежегодно. Оперируя таким большим количеством объектов, учёные рассчитывают полнее изучить законы расширения Вселенной, так как при помощи взрывов сверхновых (типа Ia) появляется возможность измерения расстояний в космосе. Также при этом возможно изучение распределения материи, что помогает понять начальные фазы возникновения нашей Вселенной.
Кроме этого, в проекте SNAP будут отмечены и картографированы гравитационные линзы. При помощи таких линз удаётся наблюдать удалённые на значительные расстояния космические объекты в более крупном масштабе. Также данные исследования помогут уточнить Инфляционную модель Вселенной.
Телескоп SNAP должен обладать исключительно большим углом наблюдения (более 1 квадратного градуса) и световым детектором в ближнем инфракрасном и видимом диапазонах в пределах 0,7х10 000 000 000 pixel. Телескоп будет работать в 4-дневном цикле и за этот период исследует поле в 7,5 квадратных градуса. Он определит сверхновые в красном смещении в 1,7, которые будут исследованы при помощи установленного спектрометра.
В настоящее время проект SNAP находится в состоянии окончательной доработки. Его старт планируется до 2020 года.